# Ernst Köstring
Ernst August Köstring (ur. 8 czerwca?/20 czerwca 1876 w Moskwie, zm. 20 listopada 1953 w Bichlhof, Unterwössen) – niemiecki żołnierz (generał), attaché wojskowy Niemiec w ZSRR i na Litwie, Generał Formacji Wschodnich podczas II wojny światowej.

## Życiorys
Był synem księgarza. Szkołę podstawową ukończył w Moskwie, co skutkowało m.in. tym, że bardzo dobrze posługiwał się językiem rosyjskim. Od 1895 r. służył w 4 Pułku Ułanów armii pruskiej, stacjonującym w Toruniu. W listopadzie 1898 r. awansował do stopnia porucznika rezerwy. W lipcu 1901 r. przeniósł się do 5 Zachodniopruskiego Pułku Kirasjerów. W grudniu 1913 r. został rotmistrzem. Brał udział w I wojnie światowej. Przez większy okres działań wojennych pełnił różne funkcje sztabowe. Jesienią 1916 r. został ciężko ranny. Po wyleczeniu od grudnia 1917 r. był członkiem niemieckiej misji wojskowej w Imperium osmańskim. W styczniu 1918 r. objął funkcję 1 adiutanta szefa sztabu generalnego armii tureckiej gen. Hansa von Seeckta. 
Po kapitulacji wojsk niemieckich 11 listopada 1918 r., służył w Reichswehrze. W 1922 r. awansował na majora. Służył w sztabie 16 Pułku Kawalerii w Erfurcie. Od marca 1927 r. dowodził 10 Pruskim Pułkiem Kawalerii. W kwietniu 1930 r. został mianowany pułkownikiem. W 1931 r. objął funkcję attaché wojskowego Niemiec w Moskwie. W marcu 1933 r. odesłano go do rezerwy w stopniu generała majora. 
W sierpniu 1935 r. powrócił do służby wojskowej. Ponownie został attaché wojskowym w Moskwie. Jednocześnie do 1940 r. pełnił tę samą funkcję na Litwie. W międzyczasie w sierpniu 1937 r. awansował na generała porucznika, zaś w październiku 1940 r. na generała kawalerii. Köstring był przeciwnikiem wojny III Rzeszy ze Związkiem Radzieckim, twierdząc, że nie zaatakuje on pierwszy Niemiec, a zbroi się z obawy przed potężnym Wehrmachtem. W ZSRR cieszył się on dobrą opinią i przez wierchuszkę partyjną i kadrę oficerską był nazywany ostatnim baronem.
Po ataku III Rzeszy na ZSRR 22 czerwca 1941 r., został przyjęty przez Hitlera w lipcu, jednak ten pozostawał go w rezerwie. W tym czasie opowiadał się za zorganizowaniem z rosyjskich ochotników armii wyzwoleńczej, która wespół z Niemcami obaliłaby reżim stalinowski. W związku z tym 10 sierpnia 1942 r. został wezwany do OKW, a następnie skierowany do kwatery głównej Grupy Armii A atakującej w kierunku Kaukazu. Stanowisko doradcze Köstringa przy Grupie Armii A określono nazwą generał-pełnomocnik dla Kaukazu. Na stanowisku tym współorganizował kolaboracyjne oddziały wojskowe złożone z przedstawicieli narodów ZSRR w służbie niemieckiej. Od czerwca 1943 r. był inspektorem Legionów Wschodnich i jednocześnie Generałem Oddziałów Wschodnich w Oberkommando des Heeres (OKH). Na początku stycznia 1944 r. objął funkcję Generała Formacji Wschodnich przy OKH. 
Aresztowanie Köstring przez Amerykanów miało miejsce 20 maja 1945 r. Początkowo był przetrzymywany w obozje jenieckim 101 Dywizji Smadochronowej, a później w obozie pracy w Augsburgu. 
W 1947 r. wypuszczono go na wolność. Miał wystąpić w roli świadka na procesach norymberskich, ale władze ZSRR nie zgodziły się na to. W 1965 r. zostały opublikowane jego wspomnienia: Wojskowy mediator między Rzeszą Niemiecką a Związkiem Radzieckim, 1921-1941 („Der militärische Mittler zwischen dem Deutschen Reich und der Sowjetunion, 1921-1941”).

## Ordery i odznaczenia
- Krzyż Żelazny I i II klasy (1914)
- Order Fryderyka II klasy
- Order Lwa Zeryngeńskiego II klasy z liśćmi dębu i mieczami
- Krzyż Zasługi Wojskowej III Klasy (Austria)
- Order Medżydów (Imperium Osmańskie)
- Czarna Odznaka za Rany (1918)
- Krzyż Rycerski Krzyża Zasługi Wojennej z mieczami (1944)